# Waża Tarchniszwili
Waża Tarchniszwili (gruz. ვაჟა თარხნიშვილი, ur. 25 sierpnia 1971 w Gori) – gruziński piłkarz występujący na pozycji środkowego obrońcy. Dwukrotny reprezentant Gruzji. W swojej karierze grał w gruzińskich Kartli Gori, Dila Gori, Lokomotiwi Tbilisi oraz mołdawskim Sheriffie Tyraspol. Przez większość kariery wiązany z Dilą (8 sezonów) oraz Sheriffem (14 sezonów), w którym to obecnie pełni rolę dyrektora generalnego. 
21 listopada 2006, ówczesny prezydent Mołdawii Vladimir Voronin, nadał mu mołdawskie obywatelstwo.

## Sukcesy

### Klubowe
Sheriff Tyraspol
- Mistrz Mołdawii: 2000/2001, 2001/2002, 2002/2003, 2003/2004, 2004/2005, 2005/2006, 2006/2007, 2007/2008, 2008/2009, 2009/2010, 2011/2012
- Zdobywca Pucharu Mołdawii: 1998/1999, 2000/2001, 2001/2002, 2005/2006, 2007/2008, 2008/2009, 2009/2010
- Zdobywca Superpucharu Mołdawii: 2003, 2004, 2005, 2007
- Zdobywca Pucharu Wspólnoty: 2003, 2009